# Ацетильна група
Ацетил — фрагмент ацилу з хімічною формулою CH3CO. Часто позначається символами Ac (не плутати з елементом актиній). Ацетильна група містить метильну групу, пов'язану з карбонільною. Карбонільний центр ацильного радикала має один непов'язаний електрон, за допомогою якого він утворює хімічний зв'язок із залишком R молекул.
У номенклатурі IUPAC ацетил називають етаноїлом, але цей термін вживається рідко.
Ацетильний фрагмент є компонентом багатьох органічних сполук, включаючи оцтову кислоту, нейромедіатор ацетилхолін, ацетил-КоА, ацетилцистеїн, ацетамінофен (також відомий як парацетамол) та ацетилсаліцилову кислоту (більш відому як аспірин).

## Ацетилювання

### У природі
Введення ацетильної групи до молекули називається ацетилюванням. У біологічних організмах ацетильні групи зазвичай переносяться за допомогою ацетил-КоА до інших органічних молекул. Ацетил-КоА є проміжним продуктом як і в біологічному синтетазі, так і при розпаді багатьох органічних молекул. Ацетил-КоА також утворюється протягом другої стадії клітинного дихання, циклу Кребса, дією піруватдегідрогенази на пірувинову кислоту.
Гістони та інші білки часто модифікуються ацетилюванням. Наприклад, на рівні ДНК ацетилювання гістону ацетилтрансферазами (HAT) викликає розширення архітектури хроматину, що дозволяє генетичну транскрипцію. Однак видалення ацетильної групи гістоновими деацетилазами (HDAC) конденсує структуру ДНК, запобігаючи тим самим транскрипцію. На додаток до HDAC, додавання метильної групи здатне зв'язувати ДНК, що призводить до метилювання ДНК, і це ще один поширений спосіб блокувати ацетилювання ДНК та інгібувати транскрипцію гена.

### Синтетична органічна та фармацевтична хімія
Ацетилювання може бути проведено за допомогою різних методів, найпоширеніший — за допомогою оцтового ангідриду або ацетилхлориду, часто в присутності третинної або ароматичної амінової основи. Типовим прикладом ацетилюванням є конверсія гліцину в N-ацетилгліцин:
{\displaystyle {\ce {H_2NCH_2CO_2H + (CH_3CO)_2O -> CH_3C(O)NHCH_2CO_2H + CH_3CO_2H}}}

## Фармакологія
Ацетильовані органічні молекули проявляють підвищену здатність до проникання крізь вибірково проникний гематоенцефалічний бар'єр. Ацетиляція допомагає певним лікарським засобам швидше дійти до мозку, посилюючи ефект препаратів і посилюючи ефективність окремої дози. Ацетильна група в ацетилсаліциловій кислоті (аспірин) підвищує її ефективність, у порівнянні із природним протизапальним засобом —саліциловою кислотою. Аналогічним чином ацетилювання перетворює природний знеболювальний препарат морфін у набагато потужніший — героїн (діацетилморфін).
Є певні свідчення того, що ацетил-L-карнітин може бути ефективнішим для деякого застосування, у порівнянні з L-карнітин. Ацетилювання ресвератролу є перспективним як одне з перших протирадіаційних ліків для людського населення.